# Henry Halleck
Henry Wager Halleck, född 16 januari 1815 i Oneida County, New York, död 9 januari 1872 i Louisville, Kentucky, var en amerikansk militär.
Halleck blev officer vid ingenjörskåren 1839, utmärkte sig i fälttåget mot Mexiko 1846 men tog avsked 1854 och blev advokat. Vid inbördeskrigets utbrott 1861 inträdde Halleck på nytt som generalmajor i unionens armé och blev efter Corinths intagande 1862 överbefälhavare över samtliga unionens trupper. År 1864 efterträddes han av Ulysses S. Grant, men kvarstod som generalstabschef i Washington, D.C. till 1865.